# 呉市墓地2女性殺害事件
呉市墓地2女性殺害事件（くれしぼちにじょせいさつがいじけん）は、1983年（昭和58年）3月18日に広島県呉市吉浦新出町で発覚した殺人・死体遺棄事件。

## 概要
1983年（昭和58年）3月18日午後2時過ぎ、広島県呉市吉浦新出町の雑木林にある林道で、女性2人の全裸遺体が発見された。発見者は近所に住む男性で、犬の散歩中に遺体を発見し、警察に通報した。被害者は、呉市本町在住の喫茶店経営者のAと、同市内在住の主婦Bで、いずれも当時56歳であった。両名とも首を絞められたことによる窒息死で、背部などに刺し傷も認められた。司法解剖の結果、2人は発見される数時間前に殺害されたとみられており、遺体の状態などから、別の場所で殺害された後に林道へ遺棄された可能性が高いとされた。事件当日は、Aのもとに「警察官」を名乗る人物からの電話があり、犯行には計画性がうかがわれた。しかし、犯行現場の特定ができず、目撃情報や決定的な証拠も乏しかったため、捜査は難航。犯人の特定には至らなかった。
1998年（平成10年）3月18日、公訴時効が成立し、本事件は未解決のまま捜査終了となった。現在も未解決事件として扱われている。

## 経緯
事件発生の前日である1983年（昭和58年）3月17日午後9時頃、Aの自宅に「警察官」を名乗る男から電話があり、「盗まれた鞄が見つかったので確認してほしい」と告げられた。Aは1981年（昭和56年）5月、自宅玄関で帰宅直後に現金約10万円の入ったハンドバッグを盗まれていた。
電話を受けたAは、約1時間後の午後10時頃、Bとともに自宅を出て外出したが、それを最後に行方がわからなくなっていた。同日夜、2人が自宅付近で乗用車に乗り込む姿が目撃されており、この車両が犯人もしくはその関係者によるものである可能性が指摘されている。以降、2人は音信不通となり、翌18日に遺体となって発見された。

## 捜査経過
事件発生後、警察は、Aのもとに「警察官」を名乗る人物から電話がかかっていた事実に注目し、計画的な犯行であると判断した。この電話の内容は、過去にAが被害に遭ったハンドバッグ盗難事件に関するものであったが、その出来事を知る人物は限られており、BやAの親しい友人、Aが経営する喫茶店の常連客の一部にとどまっていた。
司法解剖の結果、2人の死亡推定時刻は1983年3月18日未明で、首を絞められたことによる窒息死とされた。また、両者の殺害時刻がほぼ同時であったこと、さらに現場の状況などから、複数人による犯行の可能性が高いとされた。
目撃証言として、2人が外出した夜、白っぽいセダン型の車が彼女たちの近くに停車し、様子をうかがっていたという情報が寄せられている。さらに、遺体が発見された林道付近の農道には、車両が方向転換した際にできたとみられるタイヤ痕が残されており、殺害後に遺体を車で運んで遺棄したと推定された。
現場に残されていた遺留品は、被害者の手足を縛るために使われたとみられるロープのみで、その他の証拠品は発見されなかった。証拠や目撃情報が極めて限られていたことから、捜査は難航することとなった。

## 犯人の動機
犯人の明確な動機については現在までに特定されていないが、複数の可能性が指摘されている。
まず、Aの遺体には、Bには見られない複数の切り傷が確認されており、怨恨による犯行の可能性が考えられている。加えて、事件発覚当日の1983年3月18日午前中、A名義のキャッシュカードが使用され、市内の2つの銀行支店から合計40万円が引き出されていたことが判明しており、金銭目的の犯行であった可能性も否定できない。また、Aが常時身につけていた腕時計が遺体発見時に見当たらず、犯人が貴重品を持ち去ったとみられる点も金銭目的の一端とされている。
なお、現金が引き出された2つの銀行支店はいずれも迷路のように入り組んだ場所に位置していたことから、犯人は現場周辺である呉市吉浦新出町に土地勘がある人物である可能性があると推測されている。

## 2ちゃんねる
事件の公訴時効が成立してから19年後の2017年10月、インターネット掲示板「2ちゃんねる」にて、本事件に関する書き込みが突如投稿された。投稿者は、「自宅近所で発生した事件について詳細を知りたい」と述べた上で、「犯人がまだ逮捕されていないか気になっている」と書き込んでいた。また、書き込みの中では公訴時効の有無を気にしている様子も見られた。
この投稿内容が事件に関与した人物によるものかどうかは不明であり、投稿者の身元や真意についても特定されていない。事件に関連する新たな情報が示されたわけではなく、捜査上の進展も確認されていない。